# Schönhagen (Pritzwalk)
Schönhagen ist ein Ortsteil der Stadt Pritzwalk im Landkreis Prignitz in Brandenburg.

## Geografie
Der Ort liegt drei Kilometer nordwestlich von Pritzwalk. Die Nachbarorte sind Steffenshagen im Norden, Hasenwinkel im Nordosten, Hainholz im Osten, Pritzwalk im Südosten, Giesensdorf im Süden, Voßberg und Kuhbier im Südwesten, Klein Langerwisch und Neudorf im Westen sowie Groß Langerwisch im Nordwesten.

## Geschichte
Die erste schriftliche Erwähnung von Schönhagen stammt aus dem Jahr 1314. Darin wurde der Ort unter seinem heutigen Namen verzeichnet. Ab 1952 gehörte Schönhagen zum Kreis Pritzwalk im Bezirk Potsdam.
Bis 1816 gehörte der Ort zum Kreis Pritzwalk in der Provinz Prignitz; ein Teil der Kurmark der Mark Brandenburg und kam anschließend zum Kreis Ostprignitz. Seit dem 6. Dezember 1993 ist der Ort ein Teil des heutigen Landkreises Prignitz.